# Audouin Dollfus

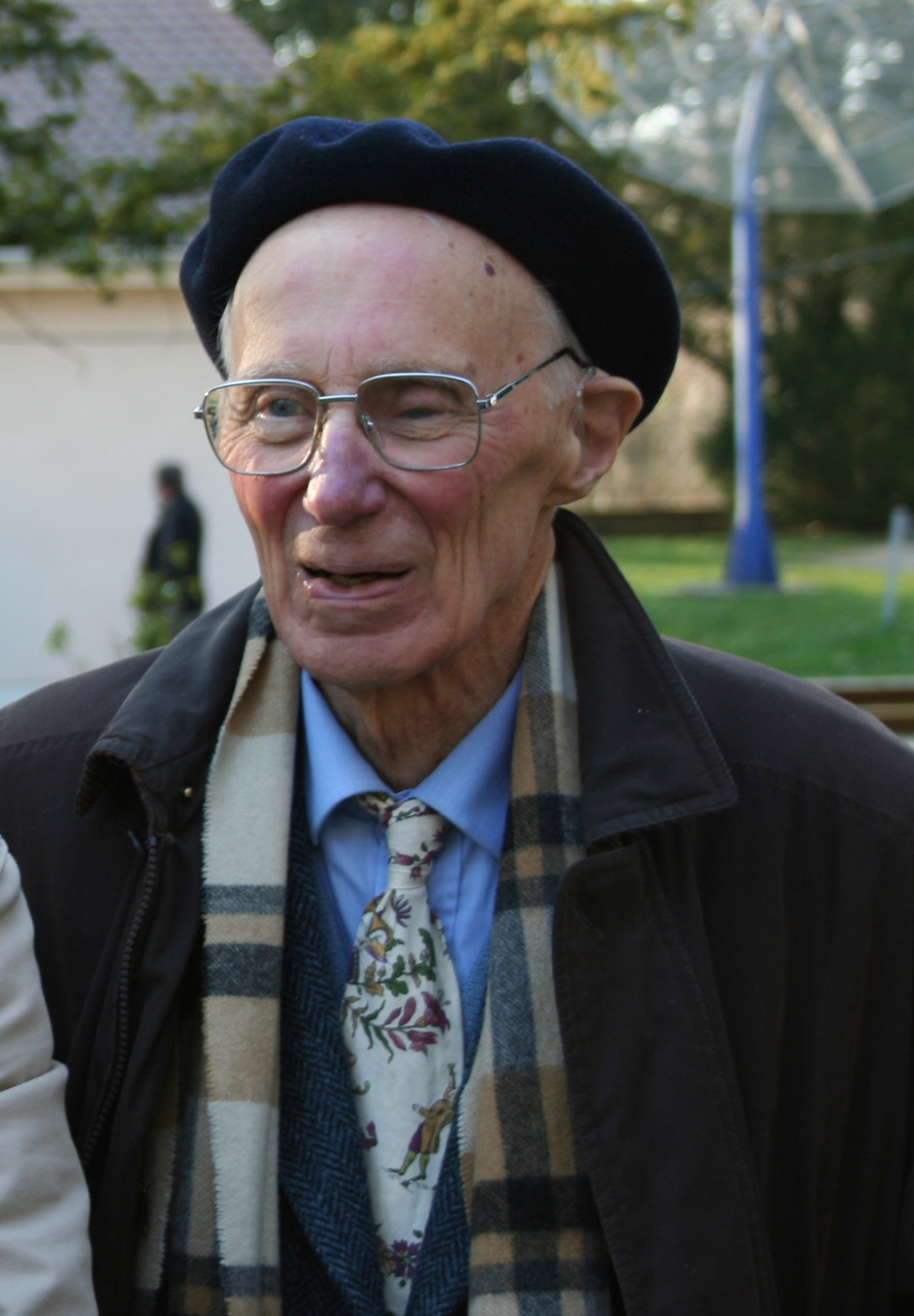
Audouin Dollfus, 2009

Audouin Charles Dollfus (* 12. November 1924; † 1. Oktober 2010) war ein französischer Astronom, der den Saturnmond Janus entdeckte.
Im Jahre 1966 entdeckte Dollfus Janus, einen kleinen inneren Mond des Saturns. Er erreichte dies, indem er die Saturnringe beobachtete, als diese von der Erde von der Kante aus zu sehen und somit fast unsichtbar waren. Während dieser Zeit beobachtete er wohl auch Epimetheus, einen kleineren Mond, der denselben Orbit wie Janus hat. Dollfus erkannte aber nicht, dass es sich hierbei um zwei unterschiedliche Objekte handelt. Deshalb gilt Richard L. Walker als Entdecker des Epimetheus.

## Auszeichnungen
- 1993 Jules-Janssen-Preis

Der Asteroid (2451) Dollfus wurde nach ihm benannt.